# Charles Hobaugh
Charles Owen Hobaugh (ur. 5 listopada 1961 w Bar Harbor, stan Maine, USA) – pułkownik Korpusu Piechoty Morskiej, amerykański astronauta.

## Wykształcenie oraz służba wojskowa
- 1980 – ukończył szkołę średnią (High School) w North Ridgeville, stan Ohio.
- 1984 – zdobył licencjat z inżynierii lotniczej i kosmicznej na United States Naval Academy (Akademia Marynarki Wojennej Stanów Zjednoczonych). W maju jako podporucznik rozpoczął służbę wojskową w Korpusie Piechoty Morskiej (United States Marine Corps). Pod koniec roku zakończył podstawowe przeszkolenie w tej jednostce.
- 1985 – rozpoczął służbę w dowództwie systemów lotniczych marynarki wojennej (Naval Air Systems Command). W połowie roku przeniesiono go do dowództwa morskiego szkolenia lotniczego (Naval Aviation Training Command).
- 1987-1989 – w lutym 1987 zdobył uprawnienia pilota lotnictwa morskiego i rozpoczął służbę w 203 eskadrze szturmowej pionowego startu i lądowania (Attack Squadron VMAT-203), gdzie szkolił się w pilotażu samolotu AV-8B Harrier. Później przeniesiony został do 331 eskadry szturmowej korpusu piechoty morskiej (Marine Attack Squadron VMA-331) stacjonującej w bazie Iwakuni w Japonii. Na lotniskowcu USS Nassau brał udział w operacjach Desert Shield i Desert Storm. W trakcie służby w tej samej jednostce został skierowany na kurs instruktorów taktyki i bojowego zastosowania lotnictwa korpusu piechoty morskiej (Marine Aviation Warfare and Tactics Instructor Course). Po jego ukończeniu został instruktorem eskadry ds. uzbrojenia i taktyki.
- 1991-1992 – przeszedł kurs w Szkole Pilotów Doświadczalnych Marynarki (U.S. Naval Test Pilot School). Po zakończonym szkoleniu służył jako pilot w dyrektoriacie ds. testów lotnictwa uderzeniowego (Strike Aircraft Test Directorate), gdzie latał na samolotach: AV-8B, YAV-8B (VSRA) i A-7E. Uczestniczył również w pracach nad stworzeniem ulepszonego samolotu pionowego startu i lądowania (ASTOVL – advanced short take-off and vertical landing).
- 1994-1996 – od lipca do momentu przyjęcia do grupy astronautów był instruktorem w Szkole Pilotów Doświadczalnych Marynarki (U.S. Naval Test Pilot School). Latał na F/A-18, T-2 i U-6A.
- 2010 – we wrześniu opuścił Korpus Piechoty Morskiej.

W powietrzu wylatał w sumie ponad 5000 godzin na ponad 40 typach samolotów. Wykonał ponad 200 lądowań V/STOL na pokładzie lotniskowców.

## Praca w NASA i kariera astronauty
- 1996 – 1 maja był w gronie 17 kandydatów, których przyjęto podczas naboru do 16 grupy astronautów NASA. Wyboru dokonano spośród blisko 2500 chętnych. Przeszkolenie podstawowe rozpoczął w sierpniu.
- 1998 – zakończył kurs przygotowawczy, uzyskując kwalifikacje pilota wahadłowca. Po przeszkoleniu otrzymał przydział do Biura Astronautów NASA do wydziału systemów statku kosmicznego oraz operacji (Spacecraft Systems/Operations Branch). Pracował w laboratorium awioniki wahadłowca.
- 2000 – 28 września został pilotem w załodze planowanej misji STS-104.
- 2001 – w lipcu uczestniczył w blisko 13-dniowym locie wahadłowca Atlantis (STS-104).
- 2002 – 12 grudnia został wyznaczony do misji STS-118. Lot zaplanowano na listopad 2003. Po katastrofie wahadłowca Columbia grafik lotów został gruntownie zmieniony i misja została przeniesiona na późniejszy termin. Przeformowano również składy załóg. Pracował również jako operator łączności (Capsule Communicator) w Centrum Kontroli Lotów.
- 2007 – w sierpniu odbył blisko 13-dniowy lot na pokładzie wahadłowca Endeavour (misja STS-118).
- 2008 – został dowódcą planowanej misji STS-129.
- 2009 – 16 listopada wystartował po raz trzeci w kosmos, dowodząc misją STS-129 wahadłowca Atlantis.
- 2011 – w sierpniu zrezygnował z pracy w NASA.

## Loty kosmiczne
- STS-104 (Atlantis F-24);

12 lipca 2001 Charles Hobaugh wystartował w kosmos na pokładzie promu Atlantis do misji STS-104. Podczas lotu był pilotem wahadłowca. Razem z nim w kosmos polecieli: Steven Lindsey (dowódca), Michael Gernhardt (specjalista misji MS-1), Janet Kavandi (MS-2) i James Reilly (MS-3). Dwa dni później prom połączył się z Międzynarodową Stacją Kosmiczną. Podczas trzech spacerów w kosmosie astronauci przyłączyli do ISS śluzę Quest, zamontowali na jej powierzchni 4 zbiorniki tlenu i azotu oraz sprawdzili baterie słoneczne. Misja zakończyła drugi etap budowy ISS. Poza tym podniesiono orbitę stacji w sumie o około 20 km. 22 lipca Atlantis odłączył się od stacji i po trzech dniach wylądował na Przylądku Canaveral.

## Nagrody i odznaczenia
- Legion of Merit
- Distinguished Flying Cross
- Meritorious Service Medal
- Air Medal
- Navy and Marine Corps Achievement Medal
- Combat Action Ribbon (Navy and Marine Corps)
- Navy Unit Commendation
- Joe Foss Award
- Universal Astronaut Insignia za lot orbitalny (nr 404) – Stowarzyszenie Uczestników Lotów Kosmicznych (Association of Space Explorers(inne języki))[1]

## Wykaz lotów
| Loty kosmiczne, w których uczestniczył Charles O. Hobaugh               | Loty kosmiczne, w których uczestniczył Charles O. Hobaugh | Loty kosmiczne, w których uczestniczył Charles O. Hobaugh | Loty kosmiczne, w których uczestniczył Charles O. Hobaugh | Loty kosmiczne, w których uczestniczył Charles O. Hobaugh | Loty kosmiczne, w których uczestniczył Charles O. Hobaugh | Loty kosmiczne, w których uczestniczył Charles O. Hobaugh |
| №                                                                       | Data startu                                               | Statek kosmiczny                                          | Data lądowania                                            | Statek kosmiczny                                          | Funkcja                                                   | Czas trwania                                              |
| ----------------------------------------------------------------------- | --------------------------------------------------------- | --------------------------------------------------------- | --------------------------------------------------------- | --------------------------------------------------------- | --------------------------------------------------------- | --------------------------------------------------------- |
| 1                                                                       | 12 lipca 2001                                             | STS-104 Atlantis F-24                                     | 25 lipca 2001                                             | STS-104 Atlantis F-24                                     | Pilot misji                                               | 12 dni 18 godzin 34 minuty i 56 sekund                    |
| 2                                                                       | 8 sierpnia 2007                                           | STS-118 Endeavour F-20                                    | 21 sierpnia 2007                                          | STS-118 Endeavour F-20                                    | Pilot misji                                               | 12 dni 17 godzin 55 minut i 34 sekundy                    |
| 3                                                                       | 16 listopada 2009                                         | STS-129 Atlantis F-31                                     | 27 listopada 2009                                         | STS-129 Atlantis F-31                                     | Dowódca misji                                             | 10 dni 19 godzin 16 minut i 13 sekund                     |
| Łączny czas spędzony w kosmosie — 36 dni 7 godzin 46 minut i 43 sekundy |                                                           |                                                           |                                                           |                                                           |                                                           |                                                           |